# Liste der Cox-Orange-Cultivare
Die Liste der Cox-Orange-Cultivare zeigt die verschiedenen Nachkommen der Apfelsorte Cox Orange auf. Diese Sorte gehört seit Mitte des 19. Jahrhunderts zu den weltweit verbreiteten Apfelsorten. Seitdem hat es zahlreiche Versuche gegeben, die Eigenschaften, insbesondere den Geschmack, von Cox weiterzuvererben und zu verbessern, weswegen zahlreiche Cultivare entstanden.
Cox Orange hat vor allem mit seinem Aroma und seiner großen Anfälligkeit für Krankheiten und Schädlinge schon lange Züchter angeregt, die versuchten, ein gleiches Aroma mit besser anzubauenden Äpfeln zu erreichen. Besonders profilierten sich hier in der Frühzeit die Laxton Brothers, die Anfang des 20. Jahrhunderts zahlreiche Cox-Abkömmlinge auf den Markt brachten, von denen aber nur noch Laxtons Superb in relevanter Menge angebaut wird. Im 20. Jahrhundert zeigte sich der Wandel im Obstanbau, in dem vor allem staatliche Institute die Züchtung vorantrieben, so in  ZALF in Müncheberg und Pillnitz in Deutschland, East Malling im Vereinigten Königreich oder Wageningen in den Niederlanden. Am bedeutendsten ist er in der britischen Züchtung, wo die Hälfte aller kommerziell erfolgreichen Züchtungen Cox-Vorfahren hat, während der Anteil in Westeuropa bei einem knappen Drittel und im Rest der Welt bei unter fünf Prozent liegt.
Neben Cox selbst sind der neuseeländische Kidd’s-Orange-Red-Abkömmling Gala und die Ingrid-Marie-Golden-Delicious-Kreuzung Elstar die weltweit erfolgreichsten Äpfel aus der Cox-Familie. In Deutschland und Mitteleuropa entstandene Abkömmling mit weiterer Verbreitung sind Alkmene, Holsteiner Cox, Rubinette und der Schweizer Orangenapfel. Die in Deutschland verbreitete Sorte Pinova ist ein Abkömmling des Cox-Abkömmlings Clivia.
Während die Bedeutung von Cox selbst in den letzten Jahren im Welthandel abnahm, wächst die Bedeutung seines Erbguts, da heute fast alle neuen Sorten aus bereits kommerziell erfolgreichen Sorten gezüchtet werden. Der Anteil weniger Vorfahren-Sorten, zu denen auch Cox gehört, ist seit den 1930ern kontinuierlich gestiegen. Cox Orange gehört mit mindestens 110 aus Cox Orange gezüchteten Sorten zu den fünf Sorten, von denen die meisten modernen Apfelsorten abstammen. Der Zufallssämling James Grieve, der vermutlich ein Cox-Abkömmling ist, ist sogar noch weiter verbreitet. Zu den Sorten, die von Cox Orange abstammen, gehören:
| Bild | Name                     | Herkunft                                | Züchter                                                  | Züchtungsjahr | Markteinführung        | Gekreuzt aus                             | Quelle |
| ---- | ------------------------ | --------------------------------------- | -------------------------------------------------------- | ------------- | ---------------------- | ---------------------------------------- | ------ |
|      | Acme                     | Essex, England                          | Seabrook & Sons Nursery                                  |               | 1944                   | Cox Orange × Unbekannt                   | [ 5 ]  |
|      | Advance                  |                                         |                                                          |               |                        | Cox Orange × Gladstone                   | [ 5 ]  |
|      | Alkmene                  | Brandenburg, Deutschland                | Institut für Acker- und Pflanzenbau in Müncheberg        | 1930          |                        | Cox Orange × Geheimrat Dr. Oldenburg     | [ 6 ]  |
|      | Allington Pippin         | Lincolnshire, England                   | Thomas Laxton                                            |               | 1884                   | Cox Orange × Goldparmäne                 | [ 7 ]  |
|      | Anna Boelen              |                                         |                                                          |               |                        | Cox Orange × Freiherr von Berlepsch      | [ 5 ]  |
|      | Apollo                   | Brandenburg, Deutschland                | Institut für Acker- und Pflanzenbau in Müncheberg        |               |                        | Cox Orange × Geheimrat Dr. Oldenburg     | [ 6 ]  |
|      | Arthur W. Barnes         | Eaton Hall, bei Chester, England        | N.F. Barnes                                              | 1902/1903     |                        | Gascoyne’s Scarlet × Cox Orange          | [ 8 ]  |
|      | Auralia/Tumanga          | Brandenburg, Deutschland                | Institut für Acker- und Pflanzenbau in Müncheberg        |               |                        | Cox Orange × Schöner aus Nordhausen      | [ 6 ]  |
|      | Barnack Orange           | Belvoir Castle, Leicestershire, England | W.H. Divers                                              |               |                        | Cox Orange × Barnack Beauty              | [ 9 ]  |
|      | Barry                    | Geneva, New York, USA                   |                                                          |               |                        | McIntosh × Cox Orange                    | [ 10 ] |
|      | Bountiful                | Kent, England                           | East Malling Research                                    |               | 1963                   | Cox Orange × Unbekannt                   | [ 11 ] |
|      | Carola                   | Brandenburg, Deutschland                | Institut für Acker- und Pflanzenbau in Müncheberg        |               | 1962                   | Cox Orange × unbekannt                   | [ 6 ]  |
|      | Charles Ross             |                                         |                                                          |               |                        | Cox Orange × Peasgood Nonesuch           | [ 5 ]  |
|      | Ceres                    | Niederlande                             |                                                          |               |                        | Cox Orange × Jonathan                    | [ 6 ]  |
|      | Citrine                  | Niederlande                             |                                                          |               |                        | Rote Sternrenette × Cox Orange           | [ 12 ] |
|      | Clivia                   | Brandenburg, Deutschland                | Institut für Acker- und Pflanzenbau in Müncheberg        |               |                        | Cox Orange × Geheimrat Dr. Oldenburg     | [ 6 ]  |
|      | Pinova                   | Sachsen, Deutschland                    | Institut für Obstforschung in Dresden-Pillnitz           |               | 1965                   | Golden Delicious × Clivia                | [ 6 ]  |
|      | Pilot                    | Sachsen, Deutschland                    | Institut für Obstforschung in Dresden-Pillnitz           |               | 1988                   | Clivia × Undine                          | [ 6 ]  |
|      | Cox’s Early Export       |                                         |                                                          |               |                        | Cox Orange × Goldparmäne                 | [ 5 ]  |
|      | Dukat                    |                                         |                                                          |               |                        | Golden Delicious × Cox Orange            | [ 5 ]  |
|      | Dunning                  | USA                                     |                                                          |               |                        | Cox Orange × McIntosh                    | [ 13 ] |
|      | Edith Hopwood            | Essex, England                          | Mr. Thorrington                                          |               | 1925                   | Cox Orange × unbekannt                   | [ 14 ] |
|      | Elektra                  | Brandenburg, Deutschland                | Institut für Acker- und Pflanzenbau in Müncheberg        |               |                        | Geheimrat Dr. Oldenbourg × Cox Orange    |        |
|      | Elise                    | Niederlande                             |                                                          |               |                        | Septer × Cox Orange                      | [ 6 ]  |
|      | Ellison’s Orange         | Vereinigtes Königreich                  |                                                          |               |                        | Cox Orange × Weißer Winter-Calville      | [ 6 ]  |
|      | Fiesta                   | Kent, England                           | East Malling Research                                    | 1972          | 1986                   | Cox Orange × Idared                      | [ 15 ] |
|      | Francis                  | Essex, England                          | Mr. Thorrington                                          |               | 1925                   | Cox Orange × Unbekannt                   | [ 14 ] |
|      | Freyberg                 | Neuseeland                              | James Hutton Kidd                                        | um 1950       |                        | Cox Orange × Golden Delicious            | [ 16 ] |
|      | Golden Nugget            |                                         |                                                          |               |                        | Golden Russet × Cox Orange               | [ 5 ]  |
|      | Holsteiner Cox           | Schleswig-Holstein, Deutschland         | Johannes Vahldiek                                        | um 1900       |                        | Cox Orange × Unbekannt                   | [ 6 ]  |
|      | Ingrid-Marie             | Fünen, Dänemark                         |                                                          | um 1910       |                        | Cox Orange × Unbekannt                   | [ 5 ]  |
|      | Elstar                   | Niederlande                             | Institut für gärtnerische Pflanzenzüchtung in Wageningen | 1955          | 1972                   | Golden Delicious × Ingrid Marie          | [ 6 ]  |
|      | Civni                    | Italien                                 |                                                          |               |                        | Elstar × Gala                            | [ 17 ] |
|      | Odin                     |                                         |                                                          |               |                        | Golden Delicious × Ingrid Marie          | [ 6 ]  |
|      | Ingol                    |                                         |                                                          |               |                        | Ingrid Marie × Golden Delicious          | [ 6 ]  |
|      | Margol                   |                                         |                                                          |               |                        | Ingrid Marie × Golden Delicious          | [ 6 ]  |
|      | Ivette                   | Niederlande                             |                                                          |               |                        | Cox Orange × Golden Delicious            | [ 6 ]  |
|      | Jan Steen                | Niederlande                             |                                                          |               |                        | Rote Sternrenette × Cox Orange           | [ 6 ]  |
|      | Jupiter                  | Vereinigtes Königreich                  |                                                          |               | 1981                   | Cox Orange × Starking Delicious          | [ 11 ] |
|      | Karmijn de Sonnaville    | Niederlande                             | Institut für gärtnerische Pflanzenzüchtung in Wageningen | 1949          | 1971                   | Cox Orange × Jonathan (Apfel)            | [ 18 ] |
|      | Kent/Malling Kent        | Kent, England                           | East Malling Research                                    |               | 1974                   | Cox Orange × Jonathan                    | [ 5 ]  |
|      | Kidds Orange Red         | Neuseeland                              | James Hutton Kidd                                        | 1912          | um 1930                | Cox Orange × Red Delicious               | [ 16 ] |
|      | Gala                     | Neuseeland                              | H.J. Kidd                                                | 1934          | 1965                   | Kidd’s Orange Red × Golden Delicious     | [ 19 ] |
|      | Scifresh                 | Havelock North, Neuseeland              | HortResearch                                             |               | 2003                   | Gala × Braeburn                          | [ 20 ] |
|      | Sansa                    | Japan                                   |                                                          |               |                        | Gala × Akane                             | [ 21 ] |
|      | King George V            | Sussex, England                         | Cheal and Sons, Crawley                                  |               | 1920                   | Cox Orange × Unbekannt                   | [ 22 ] |
|      | Langley Pippin           | Colnbrook, Berkshire                    |                                                          |               |                        | Cox Orange × Gladstone                   | [ 23 ] |
|      | Laxton’s Advance         | Bedfordshire, England                   | Laxton Brothers                                          |               | 1908                   | Cox Orange × Gladstone                   | [ 1 ]  |
|      | Laxton’s Epicure         | Bedfordshire, England                   | Laxton Brothers                                          |               | 1909                   | Wealthy × Cox Orange                     | [ 24 ] |
|      | Laxton’s Exquisite       | Bedfordshire, England                   |                                                          |               | 1902                   | Cellini × Cox Orange                     | [ 24 ] |
|      | Laxton’s Favourite       | Bedfordshire, England                   | Laxton Brothers                                          |               | 1925                   | Cox Orange × Laxtons Exquisite           | [ 25 ] |
|      | Laxton’s Fortune         | Bedfordshire, England                   | Laxton Brothers                                          |               | 1904                   | Cox Orange × Wealthy                     | [ 24 ] |
|      | Laxton’s Pearmain        | Bedfordshire, England                   | Laxton Brothers                                          |               | 1897                   | Cox Orange × Wyken Pippin                | [ 25 ] |
|      | Laxton’s Pioneer         | Bedfordshire, England                   | Laxton Brothers                                          |               |                        | Worcester × Cox Orange                   | [ 24 ] |
|      | Laxton’s Royalty         | Bedfordshire, England                   | Laxton Brothers                                          |               | 1908                   | Cox Orange × Königlicher Kurzstiel       | [ 25 ] |
|      | Laxton’s Superb          | Bedfordshire, England                   | Laxton Brothers                                          |               | 1897                   | Wyken Pippin × Cox Orange                | [ 6 ]  |
|      | Laxton’s Triumph         | Bedfordshire, England                   | Laxton Brothers                                          |               | 1902                   | Goldparmäne × Cox Orange                 | [ 25 ] |
|      | Laxton’s Victory         | Bedfordshire, England                   | Laxton Brothers                                          |               | 1926                   | Cox Orange × Laxtons Exquisite           | [ 25 ] |
|      | Look East                | Norfolk, England                        | Ormonde Knight                                           |               | 1971                   | Cox Orange × Blenheim Orange             | [ 26 ] |
|      | Lynn’s Pippin            | Norfolk, England                        | William Lynn                                             |               | 1942                   | Cox Orange × Ellison’s Orange            | [ 26 ] |
|      | Meridian                 | Kent, England                           | East Malling Research                                    | 1979          | 1999                   | Cox Orange × Falstaff (Apfel)            | [ 4 ]  |
|      | Merton Beauty            | England                                 | M B Crane am John Innes Institute                        | 1933          | 1962                   | Ellison’s Orange × Cox Orange            | [ 27 ] |
|      | Merton Charm             |                                         |                                                          |               |                        | McIntosh × Cox Orange                    | [ 5 ]  |
|      | Merton Russet            |                                         |                                                          |               |                        | Sturmer Pippin × Cox Orange              | [ 5 ]  |
|      | Merton Worcester         | England                                 | John Innes Institute                                     | 1915          | 1946                   | Cox Orange × Worcester Pearmain          | [ 28 ] |
|      | Millicent Barnes         |                                         |                                                          |               |                        | Gascoyne’s Scarlet × Cox Orange          | [ 29 ] |
|      | Orangenburg              | Deutschland                             |                                                          | 1930          |                        | Cox Orange × Geheimrat Dr. Oldenburg     | [ 6 ]  |
|      | Pohorka                  | Polen                                   |                                                          | 1960          |                        | Ontario × Cox Orange                     | [ 6 ]  |
|      | Prince Charles           | Leicestershire, England                 | Herbert Robinson, Victoria Nurseries, Burbage            | 1940–1945     |                        | Lord Lambourne × Cox Orange              | [ 30 ] |
|      | Prinses Marijke          |                                         |                                                          |               |                        | Jonathan × Cox Orange                    | [ 5 ]  |
|      | Resi                     | Deutschland                             | Institut für Obstzüchtung, Dresden-Pillnitz              |               | 1999                   | Geheimrat Dr. Oldenburg × Cox Orange     | [ 31 ] |
|      | Rival                    | Berkshire, England                      |                                                          |               | 1907                   | Peasgood’s Nonsuch × Cox Orange          | [ 32 ] |
|      | Rosy Blenheim            | Essex, England                          | Mr. Thorrington                                          |               | 1925                   | Blenheim Orange × Cox Orange             | [ 14 ] |
|      | Rubens                   | Niederlande                             |                                                          | 1954          |                        | Cox Orange × Unbekannt                   | [ 33 ] |
|      | Rubinette                | Rafz, Schweiz                           |                                                          | 1966          | 1982                   | Golden Delicious × Cox Orange            | [ 6 ]  |
|      | Ruby (Thorrington)       | Essex, England                          | Mr. Thorrington                                          |               |                        | Cox Orange × Unbekannt                   | [ 14 ] |
|      | Shampion                 | Tschechien                              |                                                          | 1960          |                        |                                          | [ 18 ] |
|      | Saint Cecilia            | Monmouthshire, Wales                    | John Basham and sons                                     | 1900          | 1918                   | Cox Orange × Unbekannt                   | [ 34 ] |
|      | Schweizer Orangenapfel   | Schweiz                                 | Versuchsanstalt Wädenswil                                | 1935          | 1945                   | Ontario × Cox Orange                     | [ 6 ]  |
|      | Sunburn                  | Essex, England                          | Mr. Thorrington                                          |               | 1925                   | Cox Orange × Unbekannt                   | [ 5 ]  |
|      | Sunset                   |                                         |                                                          |               |                        | Cox Orange × Unbekannt                   | [ 1 ]  |
|      | Pixie                    |                                         |                                                          |               |                        | Sunset × unbekannt, eventuell Cox Orange | [ 35 ] |
|      | Suntan                   | Kent, England                           | East Malling Research                                    | 1955          | 1974                   | Cox Orange × Königlicher Kurzstiel       | [ 6 ]  |
|      | Tydeman’s Late Orange    | Kent, England                           | East Malling Research                                    | 1929          | 1945                   | Laxton’s Superb × Cox Orange             | [ 5 ]  |
|      | Tydeman’s October Pippin | Kent, England                           | East Malling Research                                    | 1929          |                        | Cox Orange × Ellison’s Orange            | [ 11 ] |
|      | William Crump            | Worcester, England                      | Rowe’s Nurseries, Worcester                              |               | Frühes 20. Jahrhundert | Cox Orange × Worcester Pearmain          | [ 36 ] |
|      | Winter Gem               | Vereinigtes Königreich                  | Hugh Ermen                                               |               |                        | Cox Orange × Grimes Golden               | [ 37 ] |
|      | Winston/Winter King      | Vereinigtes Königreich                  |                                                          |               |                        | Cox Orange × Worcester Pearmain          | [ 6 ]  |
|      | Zoete Orange             | Niederlande                             |                                                          |               |                        |                                          | [ 4 ]  |